# Estación TGV de Haute-Picardie

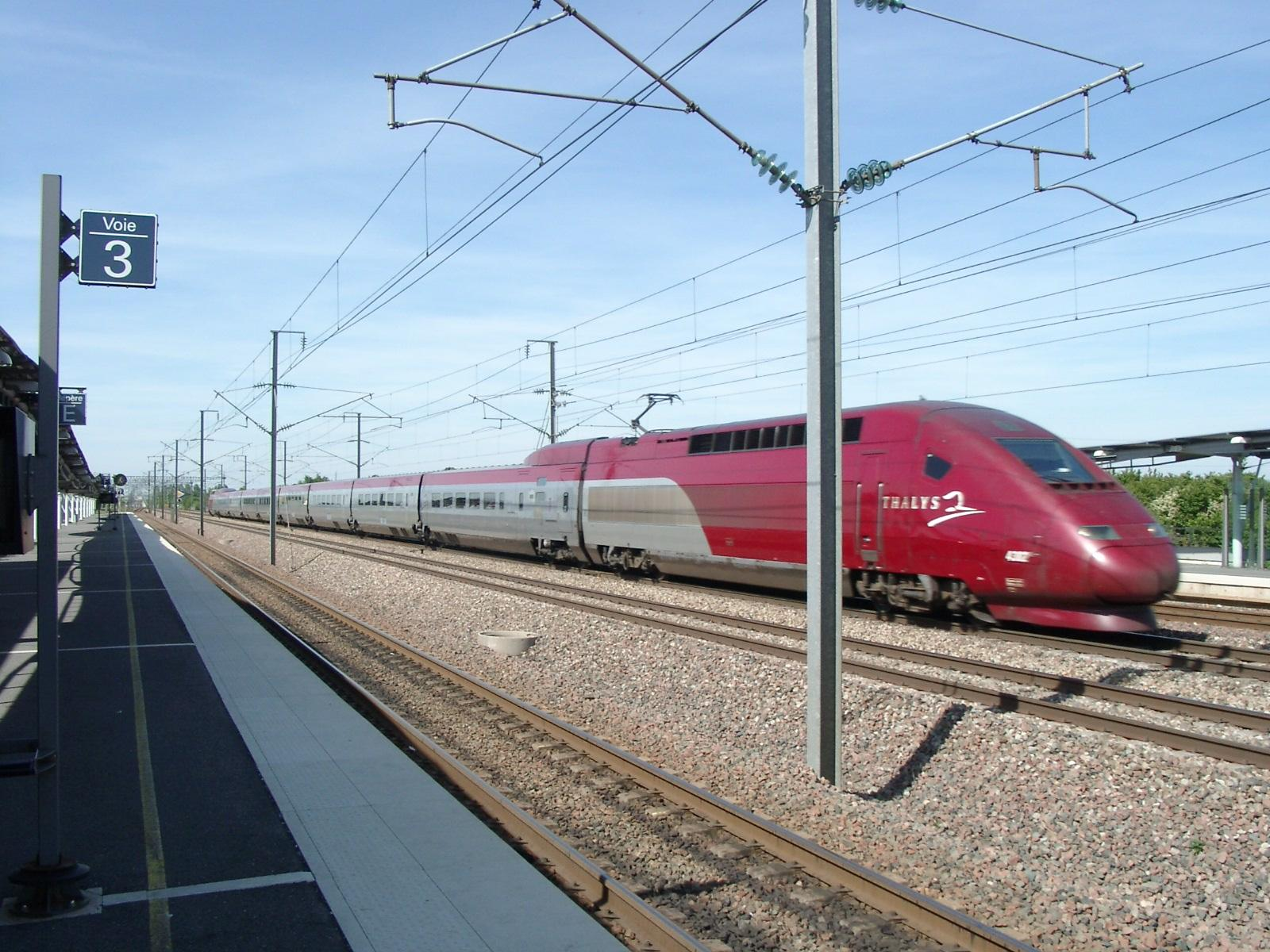
Un tren Thalys cruza la estación sin detenerse.

La Estación TGV de Haute-Picardie (Gare de TGV Haute-Picardie en francés) es una estación ferroviaria situada en la LGV Nord francesa. Está situada en el término municipal de Ablaincourt-Pressoir (departamento de Somme), en la región francesa de Picardía (Picardie en francés).

## Historia
Al momento de definir el trazado de la LGV Nord se descartó que pasara por Amiens en favor de Lille. Si bien la LGV por Amiens hubiera reducido la distancia entre París y Londres, el recorrido elegido por Lille disminuyó la distancia desde París a Ámsterdam (Países Bajos) y Colonia (Alemania) y significó una menor longitud de vías nuevas a construir. 
Para servir a la ciudad de Amiens y toda su zona se decidió entonces construir una estación en cercanías de Ablaincourt-Pressoir.
En el momento de su construcción fue criticada por la prensa por estar situada en el medio de la nada. En tono de broma es apodada gare de betteraves o "estación de las remolachas", ya que está rodeada por campos de remolachas.
Sin embargo y curiosamente el lugar es el cruce de dos importantes rutas antiguas, la vía romana que discurría de este a oeste uniendo Amiens y Saint Quentin y la vía romana que discurría de sur a norte uniendo Arras y París.

## Ubicación y servicios
La estación está situada en el cruce de las autopistas A1 y A29, lo que permite a los automovilistas acceder rápida y fácilmente desde Amiens, San-Quintín, y Peronne Compiègne. Un servicio de autobuses provisto por la SNCF une la estación con Amiens y San Quintín. La línea ferroviaria clásica Amiens-Tergnier pasa a unos pocos kilómetros al sur de la estación pero ningún vínculo se ha programado con la estación de Chaulnes (situada sobre la citada línea clásica). 
Las proyecciones de pasajeros raalizadas por SNCF y RFF siempre han sido, desde la apertura de la estación, mayores que la realidad. A pesar de conexión de autobús a San Quintín y Amiens la estación de la remolacha no ha sido exitosa.[cita requerida]